# Столкновение двух Ан-12 над Тулой

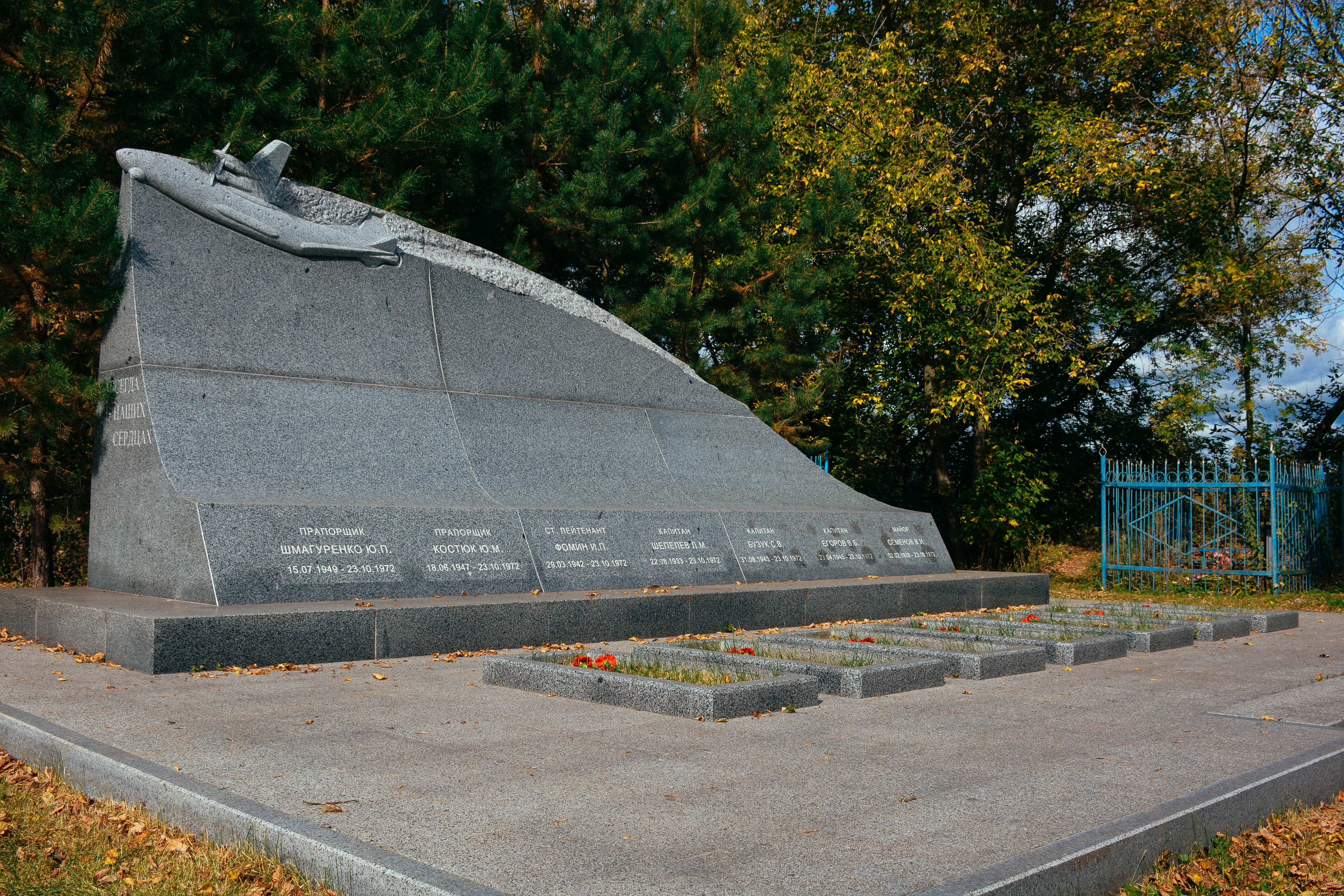
Имена погибших при столкновении под Тулой

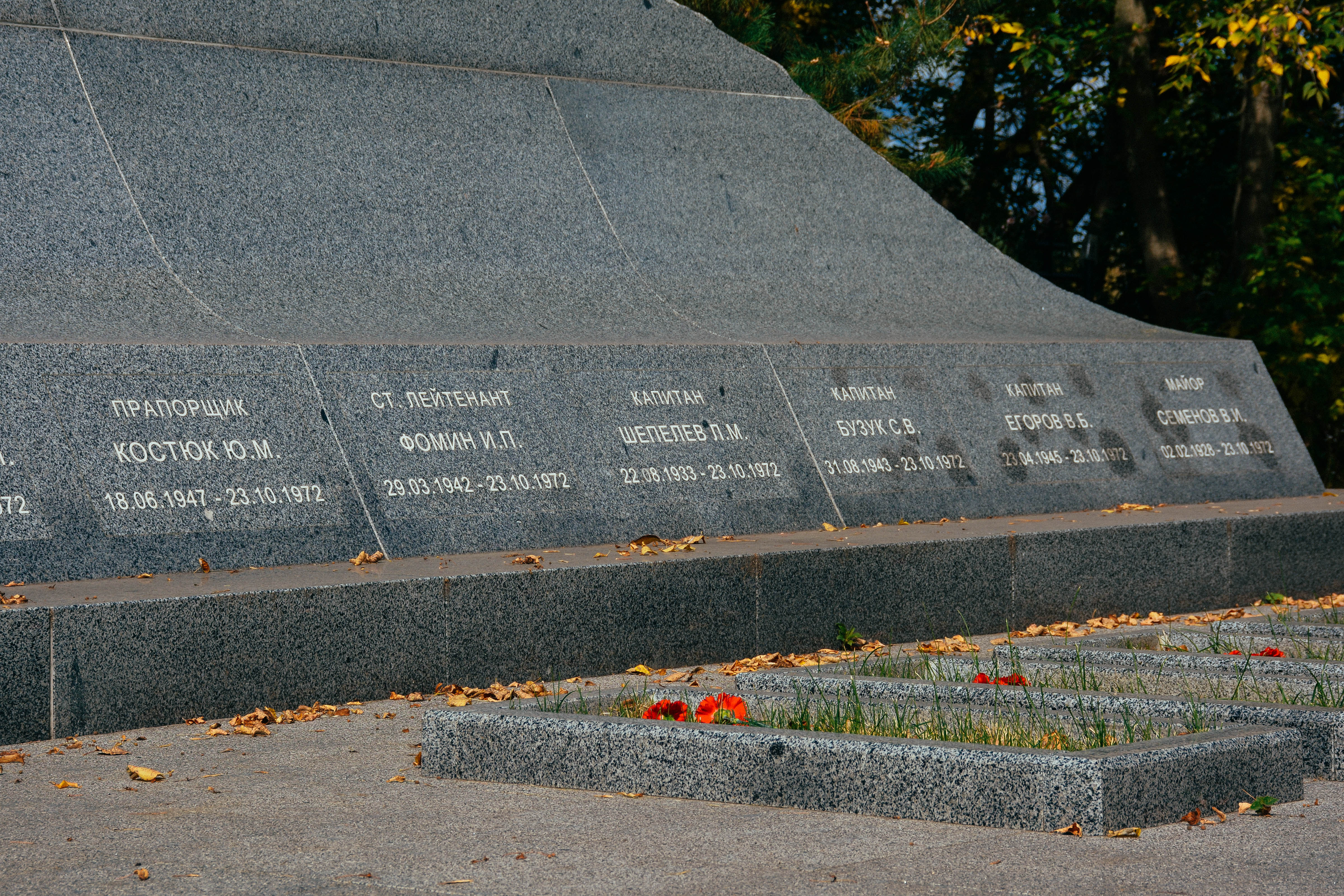

Столкновение двух Ан-12 над Тулой — авиационная катастрофа, произошедшая 23 октября 1972 года, когда в небе близ Тулы произошло столкновение двух самолётов Ан-12БП советских ВВС, при этом погибли 27 человек.

## Катастрофа
В этот день в Туле шёл мокрый снег, а видимость составляла около 1300 метров, что позволяло организовать лётчикам сдачу зачёта на классность. Учебный полёт с заходом на посадку по системе ОСП выполнял Ан-12П 374-го военно-транспортного авиаполка. Пилотировал его экипаж, командиром которого был майор В. Семёнов. В это же время к тульскому аэродрому Клоково приближался Ан-12БП 8-го военно-транспортного авиаполка из Сещи (Брянская область), доставлявший в Тулу лётный состав полка для сдачи зачёта. Командиром самолёта был полковник В. Шалунов, а его помощником — старший лейтенант Д. Е. Покровский. Выйдя на связь с руководителем полётов аэродрома Клоково, Шалунов получил разрешение на снижение. Из-за аварийного отключения электропитания в командно-диспетчерском пункте перестал работать обзорный локатор. Тем не менее руководитель полётов Ю. Блинков разрешил выполнять Семёнову взлёт и полёт по кругу.
Когда экипаж Шалунова доложил пролёт ДПРМ, руководитель полётов решил завести на посадку вначале брянский самолёт, а затем тульский. Из докладов экипажей о проходе траверза ДПРМ и выполнении третьего разворота следовало, что они сближались с временным интервалом 1 минута 18 секунд, то есть вдвое меньше установленных 3 минут. Причиной этого стало уклонение экипажа Шалунова от установленной схемы захода на посадку на 6 километров во внешнюю сторону. Однако несмотря на опасное сближение самолётов, РП, ориентируясь лишь по докладам экипажей, не стал предпринимать мер по увеличению интервала между самолётами. Из-за неработающего локатора руководитель полётов не знал местоположение обоих самолётов, когда дал Шалунову команду после завершения 3-го разворота снижаться до высоты круга. Так как брянский Ан-12 к тому времени был вне установленной схемы, то и третий разворот он выполнил в неустановленном месте. Далее Шалунов предпринял попытку вернуться на курс, для чего уменьшил курс на 10°.
В 17:00 хвостовой стрелок в самолёте экипажа Семёнова крикнул: «Сзади — самолет!». В ответ командир произнёс: «Вот так!», после чего в них врезался нагнавший самолёт Шалунова. В результате столкновения оба самолёта упали на землю у реки близ посёлка Берники и полностью разрушились. Все находящиеся в обоих самолётах 27 человек (6 членов экипажа и 14 пассажиров в одном и 7 членов экипажа в другом) погибли.